# Miroslav Zikmund

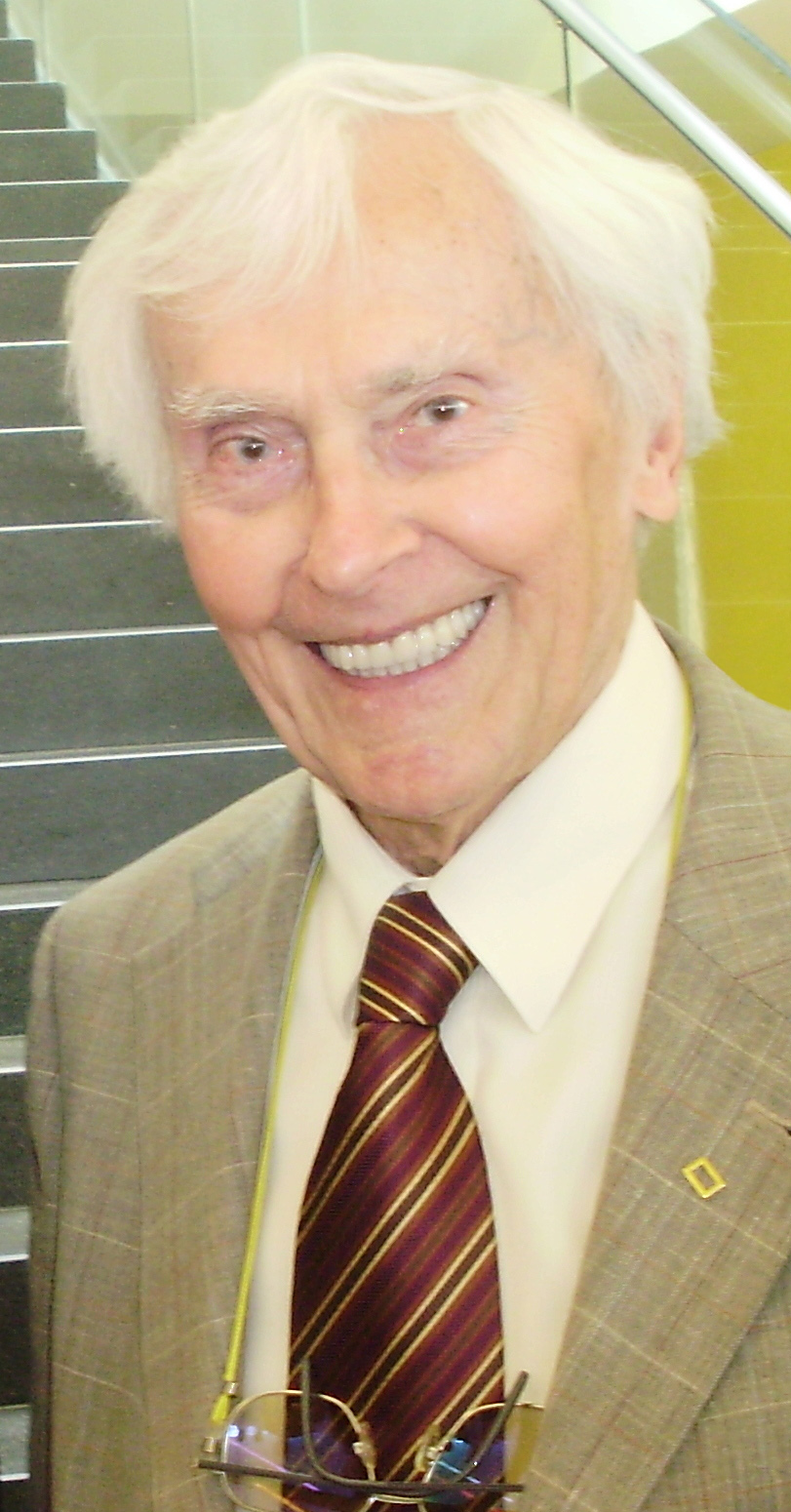
Miroslav Zikmund (2009)

Miroslav Zikmund (* 14. Februar 1919 in Pilsen; † 1. Dezember 2021 in Prag) war ein tschechischer Weltreisender, Schriftsteller, Fotograf und Dokumentarfilmer.

## Leben
Nach dem Abitur 1938 begann Miroslav Zikmund ein Ingenieursstudium an der Wirtschaftshochschule (Vysoká obchodní škola) in Prag. Da die Hochschulen während des Zweiten Weltkrieges von der deutschen Besatzung (siehe Sonderaktion Prag) geschlossen waren, konnte er sein Studium erst 1946 beenden. An der Hochschule lernte er seinen späteren Mitreisenden und Mitautor Jiří Hanzelka kennen.

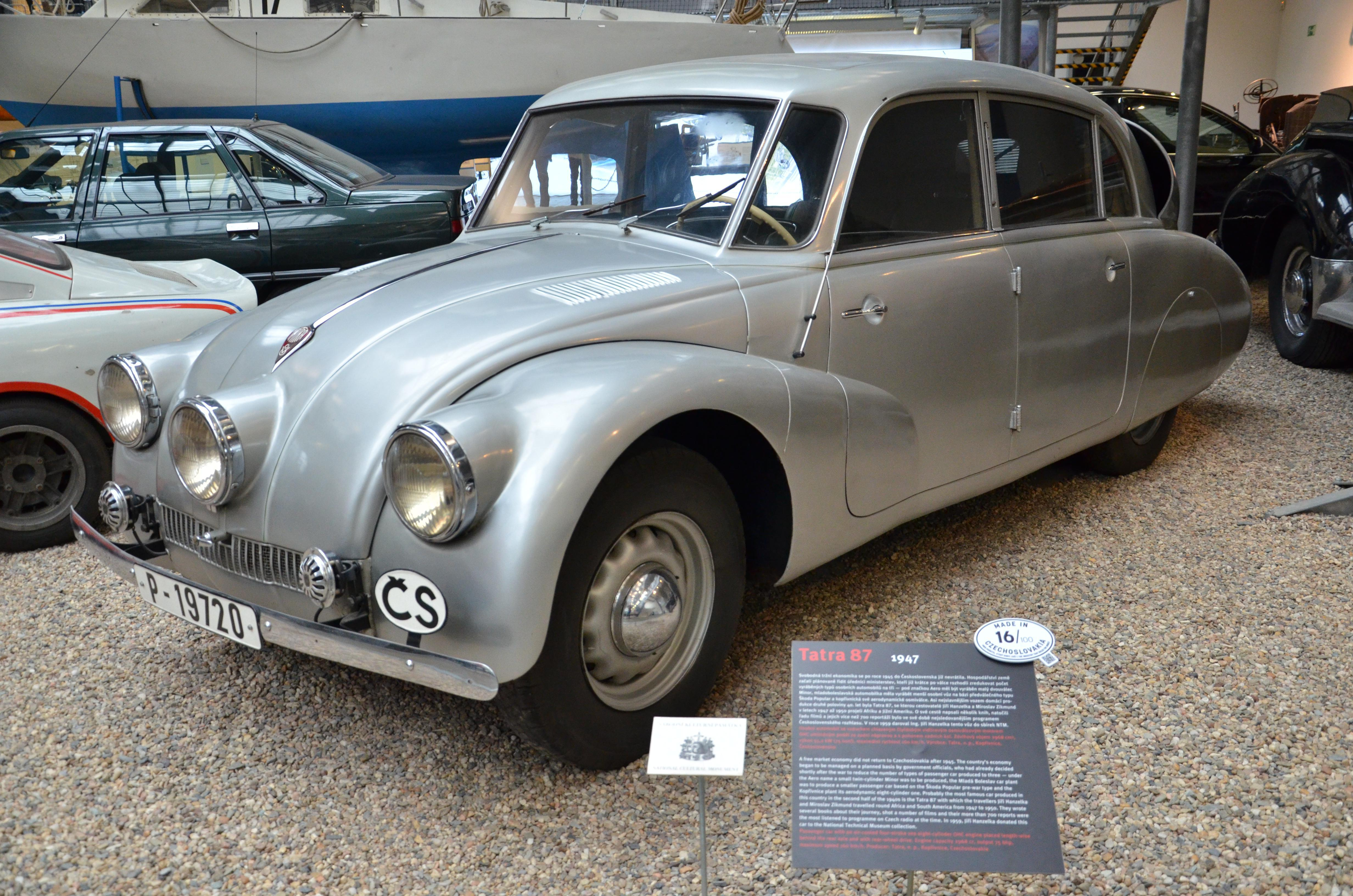
Tatra 87

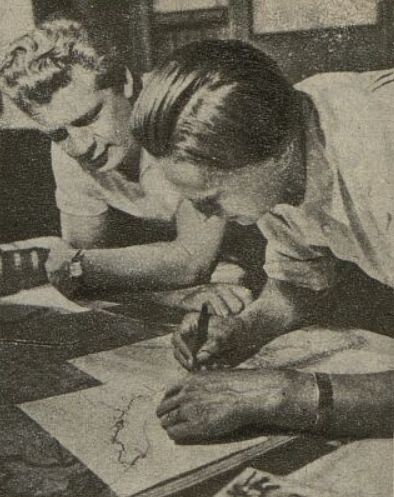
Jiří Hanzelka und Miroslav Zikmund (1956)

Von 1947 bis 1950 unternahmen Miroslav Zikmund und Jiří Hanzelka in einem Tatra 87 eine Reise durch Afrika, Südamerika und Mittelamerika. Über diese Reise wurden über siebenhundert Rundfunkreportagen ausgestrahlt. Hinzu kamen Tausende von Fotos und eine große Menge Filmmaterial.
Im Jahre 1953 heiratete er die tschechische Opernsängerin Eva Mašková. Aus dieser Ehe ging der Sohn Miroslav (* 1955) hervor. Die Ehe wurde 1972 geschieden.
Ihre zweite große, von 1959 bis 1964 dauernde Reise unternahmen Hanzelka und Zikmund, „H + Z“, wie sie inzwischen allgemein genannt wurden, wieder mit Unterstützung der Tatra-Werke, diesmal mit zwei für die Expedition umgerüsteten Armeetransportern der Baureihe Tatra 805. Sie durchquerten Asien und Ozeanien.
1968 stellte sich Zikmund auf die Seite der Reformkommunisten. Nach der Niederschlagung des Prager Frühlings wurde ihm 1970 verboten, weitere Bücher zu publizieren. Zikmund und Hanzelka mussten sich als Heizer und Gärtner durchschlagen. Auslandsreisen wurden ihnen untersagt, erst nach 1989 wurde dieses Reiseverbot infolge der 'Samtenen Revolution' aufgehoben.
Ab 1953 lebte Zikmund in Zlín. Im Südostmähren-Museum in seiner Wahlheimat Zlín ist den Reisen Zikmunds und Hanzelkas eine Dauerausstellung gewidmet. Ihre Fotografien werden häufig in länderbezogenen Ausstellungen gezeigt. Zikmund war Mitglied des tschechischen Schriftstellerverbandes Obec spisovatelů.
Er starb am 1. Dezember 2021 im Alter von 102 Jahren in einem Prager Krankenhaus.

## Zusammen mit Jiří Hanzelka verfasste Bücher

### In tschechischer Sprache
Fast alle seine Bücher schrieb Miroslav Zikmund zusammen mit Jiří Hanzelka. Ausnahmen sind nur Modrý mauritius … a přece Austrálie! (1999) und Sloni žijí do sta let (2002), die Zikmund allein bzw. mit anderen publizierte.
- Afrika – Traum und Wirklichkeit (Afrika snů a skutečnosti), 1952
- Dort hinter dem Fluß ist Argentinien (Tam za řekou je Argentina), 1956
- Über die Kordilleren (Přes Kordillery), 1957
- Bei den Kopfjägern (Za lovci lebek), 1958
- Zwischen zwei Ozeanen (Mezi dvěma oceány), 1959
- Der umgekehrte Halbmond (Obrácený půlměsíc), 1961
- Tausend und zwei Nächte (Tisíc a dvě noci), 1967
- Erdteil unterm Himalaya (Světadíl pod Himalájem), 1969
- Besondere Nachricht Nr. 4 (Zvláštní zpráva č. 4), 1964. Dieser Bericht über die Reise durch die Sowjetunion auf dem Rückweg von der fünfjährigen Asienreise wurde nur ausgewählten Regierungsmitgliedern ausgehändigt. Aufgrund der ungeschminkten Schilderung der wirtschaftlichen und sozialen Lage in der UdSSR wurde der Bericht als „geheim“ eingestuft;[4] er konnte erst 1990 veröffentlicht werden.
- Ceylon, ein Land ohne Engel (Cejlon, ráj bez andělů), 1975 verboten, erschien 1991 im Selbstverlag
- Sumatra, Hoffnung ohne Kontur (Sumatra, naděje bez obrysů), 1975 verboten, erschien 1991 im Selbstverlag
- Traumleben und Wirklichkeit (Život snů a skutečnosti), 1997
- Quer durch Afrika im Tatra (Afrika kolem Tatry), 2000
- Die großen Wasser des Iguazú (Velké vody Iguazú), 2000
- Die Durchquerung der Wüste (Přemožení pouště), 2002
- Eine Falle am Äquator – geheimnisvolles Indonesien (Past na rovníku – tajemná Indonesie), das letzte der auf den Notizen der gemeinsamen Reisen beruhenden Bücher, 2008, fünf Jahre nach Hanzelkas Tod erschienen.

### Die Publikationen zur Lateinamerika-Reise in deutscher Übersetzung
Ihre Lateinamerika-Reise vom Juni 1948 bis zum September 1950 schilderten Zikmund und Hanzelka in vier ausführlichen Bänden:
- Südamerika, Teil 1: Zwischen Paraná und Rio de la Plata über ihre Reisen durch Argentinien, Uruguay, Paraguay und den Süden Brasiliens (Juni 1948 bis Juni 1949).
- Südamerika, Teil 2: Über die Kordilleren über ihre Reise von Río Cuarto nach Lima, über Mendoza, Catamarca, Tucumán, Jujuy, Humahuaca, La Quiaca, Villazón, Potosí, Oruro, Cochabamba, La Paz, Cuzco und La Oroya, mit einer Exkursion zu den Chincha-Inseln (Juni 1949 bis November 1949).
- Südamerika, Teil 3: Bei den Kopfjägern über ihre Reise von Lima über Guayaquil nach Quito, mit einer Exkursion in den zu Ecuador gehörenden Teil Amazoniens, insbesondere durch das Gebiet der Shuar (Dezember 1949 bis Februar 1950).
- Mittelamerika. Zwischen 2 Ozeanen über ihre Reise von Quito durch Zentralamerika bis Veracruz (März bis September 1950).

Die vier Bände erschienen, jeweils ein Band pro Jahr, zwischen 1956 und 1959 im Verlag Volk und Welt in Berlin. Von allen Reisebüchern von Zikmund und Hanzelka wurde der Lateinamerika-Zyklus in die meisten Sprachen übersetzt und am häufigsten aufgelegt.

### Weitere Reiseschilderungen in deutscher Übersetzung
- Afrika, Traum und Wirklichkeit. 3 Bände. Verlag Volk und Welt, Berlin 1954.
- Afrika, Traum und Wirklichkeit. Auswahl in einem Band. Verlag Volk und Welt, Berlin 1961.
- Balkan und Kleinasien – Der umgekehrte Halbmond. Verlag Volk und Welt, Berlin 1962.

## Filme
- Afrika I.
- Afrika II.
- Z Argentiny do Mexika
- Je-li kde ne světě ráj

Neben diesen abendfüllenden Filmen drehten Zikmund und Hanzelka 147 Dokumentar-, Kurz- und Fernsehfilme.